# Norman Loftus Bor
Norman Loftus Bor ( 1893 1972 ) fue un botánico y explorador irlandés.
Estudia Medicina en Dublín hasta la Primera Guerra Mundial, donde se enrola y pelea en Francia, Flanders, Macedonia y Palestina. Y estudiará Forestales en Escocia, empleándose de
"Oficial Forestal" en Assam, noreste de India. Y sirve de comisionado de Forestales en Naga Hills, botánico forestal y silvicultor en Shillong, botánico forestal en FRI Dehradun, editor del Indian Forester, inspector general de Forestales, y oficial político en Balipara Frontier Tract.
Durante la Segunda Guerra Mundial usó su conocimiento de las naciones nativas y de los idiomas de Assam para manejarse en delicadas situaciones allí, resultando de un flujo de refugiados de Burmese escapando de la invasión japonesa. Luego de la guerra, retorna a Gran Bretaña, siendo subdirector del Royal Botanic Gardens, Kew por once años.
Centró su trabajo botánico en gramíneas mientras estuvo en India, y lo continuó en Kew, produciendo información de los pastos de India, Burma, Sri Lanka, Pakistán, Irán, Irak y Chipre. Realizó importantes expediciones botánicas al subcontinente indio.

## Honores

### Eponimia
Género
- (Poaceae) Borinda Stapleton 1994[1]

- La abreviatura «Bor» se emplea para indicar a Norman Loftus Bor como autoridad en la descripción y clasificación científica de los vegetales.[2]

Produjo abundantes registros (413) de identificaciones y clasificaciones de nuevas especies, todas de la familia de pastos Poaceae.